# Бери, Уильям Генри
Уи́льям Ге́нри Бе́ри (англ. William Henry Bury; 25 мая 1859, Стаурбридж, Вустершир, Англия — 24 апреля 1889, Данди, Шотландия) — английский преступник. Был повешен за убийство своей жены Эллен, совершённое в феврале 1889 года. Стал последним преступником, казнённым по приговору суда в Данди.
Убийство Эллен Бери произошло вскоре после серии убийств в лондонском районе Уайтчепел, приписываемых неустановленному преступнику по прозвищу Джек-потрошитель. На основании сходного образа действий Бери и Потрошителя (удушение с последующим иссечением трупа), а также того факта, что до переезда Бери в Шотландию его жильё находилось поблизости от Уайтчепела, ещё при жизни Бери в ряде газетных публикаций было высказано предположение о его тождестве с уайтчепелским убийцей. Того же мнения придерживался профессиональный палач, казнивший Бери, — Джеймс Берри. Сам Бери категорически отрицал свою причастность к преступлениям Потрошителя. Большинство современных рипперологов считает версию о Бери-Потрошителе недостаточно обоснованной.

## Детство и юность
Уильям Бери родился в Стаурбридже, графство Вустершир, и был младшим из четырёх детей Генри Бери и его жены Мэри Джейн (урождённой Хенли). Уильям стал сиротой в детстве. Его отец, работавший на местного торговца рыбой, погиб 10 апреля в дорожном происшествии. Он наклонился и упал под колёса своей повозки с рыбой, лошадь понесла и протащила повозку через его лежащее ничком тело. Его мать ко времени смерти мужа страдала от послеродовой депрессии. 7 мая 1860 года она была помещена в Поуикскую больницу округа Вустершир и пребывала там до своей смерти 30 марта 1864 года. Она скончалась в возрасте 33 лет.
Старшая сестра Уильяма, Элизабет Энн, умерла 7 сентября 1859 года в возрасте семи лет во время приступа эпилепсии. Вероятно, это событие усугубило депрессию матери Мэри Джейн. Двое других детей, Джозеф Генри и Мэри Джейн, умерли до 1889 года. Сначала Уильям рос в Дадли у брата матери Эдварда Хенли. В 1871 году он был зачислен в благотворительную школу «Блю Коут» в Стаурбридже.
В возрасте 16 лет он нашёл работу, став клерком управляющего складом в Хорсли-филдс (Вулвергемптон), однако в 1880 году ему пришлось оставить работу на складе, после того как он не смог выплатить ссуду. В дальнейшем он работал на производителя замков по имени Осборн на Лорд-стрит в Вулвергемптоне, но в 1884 или в 1885 году его уволили за кражу. Его местонахождение на протяжении следующих нескольких лет неизвестно, по-видимому, он кочевал по Мидлендсу и Йоркширу. В 1887 он работал ходебщиком, продавая небольшие товары (карандаши и кольца для ключей) на улицах Сноу-хилла (Бирмингем).

## Лондон
В октябре 1887 Бери перебрался в Боу (район Лондона) и стал продавать опилки, работая на Джеймса Мартина, который, предположительно, держал бордель на Куикетт-стрит, 80. Сначала Бери проживал в хлеву, но потом перебрался в дом. Там он встретил Эллен Эллиот (англ. Ellen Elliot), которая работала служанкой (и, возможно, проституткой) у Мартина.
Эллен родилась 24 октября 1856 года в районе Уолуорт Лондона в общественном доме товарищества каменщиков, домом управлял её отец Джордж Эллиот. Повзрослев, она работала швеёй и на джутовой фабрике. В 1883 у неё вне брака родилась дочь, которую также назвали Эллен, в декабре 1885 года она умерла в работном доме в Попларе. В течение года после смерти дочери она пошла работать к Мартину. В марте 1888 года Эллен и Уильям оставили службу у Мартина и переселились в меблированные комнаты на Суатон-роуд, 3 в районе Боу. Там они жили вместе до свадьбы в пасхальный понедельник 2 апреля 1888 года, бракосочетание происходило в церкви Bromley Parish Church. Позднее Мартин заявлял, что уволил Уильяма за невыплаченные долги.
Мартин и Элизабет Хейнз, хозяйка меблированных комнат на Суатон-роуд, 3, описывали Бери как пьяницу с агрессивными наклонностями. 7 апреля 1888 года Хейнз заметила, что Бери пять дней держал свою невесту на коленях, угрожая перерезать ей ножом горло. Впоследствии Хейнз выселила их, и Эллен пришлось продать один из шести паёв в железнодорожной компании (каждый ценой в 100 фунтов), которые она унаследовала от незамужней тётки Маргарет Бэрен, чтобы выплатить долг Уильяма перед Мартином. Уильям вновь поступил на службу к Мартину, супруги переехали на Блэктон-стрит, 11, поближе к Суатон-роуд. Согласно Мартину, Уильям подхватил венерическое заболевание. В июне Эллен продала оставшиеся паи, в августе они перебрались на Спенби-роуд, 3, в соседнем помещении Уильям держал свою лошадь. На деньги, полученные от продажи паёв, супруги погуляли на празднике в Вулвергемптоне, в компании собутыльника Уильяма. Там Эллен приобрела новые ювелирные украшения. Во второй половине 1888 года Уильям продолжил избивать свою жену. К первой неделе декабря деньги Эллен закончились, и Уильям продал свою лошадь и повозку. В январе следующего года он сказал своему домовладельцу, что подумывает об эмиграции в Брисбен (Австралия) и просил его дать два деревянных ящика для путешествия. Вместо плавания в Австралию Уильям и Эллен переехали в Данди (Шотландия). Эллен не желала переезжать и поехала только после того, как Уильям соврал ей, что получил место на джутовой фабрике.

## Данди
Чета Бери поехала на север пассажирами второго класса на пароходе «Камбрия» (англ. Cambria). Они прибыли в Данди вечером 20 января 1889 года и на следующее утро сняли комнату над баром на Юнион-стрит, 20. Там они жили восемь дней, а после незаконно заселились в помещение цокольного этажа на Принсез-стрит, 113. Бери раздобыл ключ, соврав агентам по недвижимости о том, что он желает снять недвижимость. В это время Элен устроилась уборщицей на местную фабрику, но, проработав там один день, уволилась. Уильям продолжал пьянствовать, часто он пил вместе с декоратором Дэвидом Уокером, работавшим маляром в публичном доме, который часто посещал Уильям.
4 февраля Уильям купил верёвку у местного бакалейщика и провёл остаток дня, наблюдая за рассмотрением дел в суде шерифа с галереи для посетителей. Позднее докладывалось, что он с большим вниманием следил за процессом. 7 февраля он снова посетил сессию суда. 10 февраля Бери навестил своего знакомого Уокера, тот одолжил ему газету, где писалось о повесившейся женщине. Уокер попросил Бери поискать новости о Джеке-потрошителе, тот, испугавшись, бросил газету. В тот же вечер он пошёл на центральный полицейский участок Данди и заявил лейтенанту Джеймсу Парру, что его жена покончила жизнь самоубийством. Бери сказал, что в ночь перед смертью они пили, а когда он проснулся утром, то увидел висящее на верёвке тело жены. Бери не вызвал врача, а вместо этого изрезал тело и спрятал его в один из ящиков для багажа, привезённых им из Лондона. Бери объяснил Парру, что был не в себе и боялся, что его арестуют и примут за Джека-потрошителя.
Парр отвёл Бери на верхний этаж к лейтенанту Дэвиду Ламу, главе сыскного отдела. Парр сказал Ламу: «У этого человека есть для вас удивительная история». Бери пересказал свою историю Ламу, но не упомянул про Джека-потрошителя и добавил, что всего лишь проткнул кинжалом тело жены. Уильяма обыскали и конфисковали найденные при нём небольшой нож, чековую книжку и ключ от дома для дальнейшего расследования. Лам и констебль-детектив Питер Кэмпбелл отправились в грязное жилище Бери и нашли там изуродованные останки Элен, которые Бери запихал в деревянный ящик, собираясь отправить его в Лондон.

## Расследование

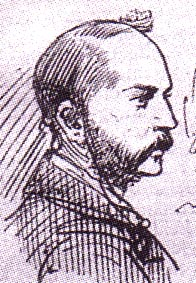
Инспектор Скотланд-Ярда Абберлайн допрашивал бывшего работодателя и арендодателей Бери

Лам вернулся в полицейский участок и предъявил Бери обвинение в убийстве Элен. Ювелирные украшения Элен, найденные в карманах Бери, были также конфискованы. Во время предварительного обыска на задней двери в жилище была обнаружена надпись, сделанная мелом, гласившая: «За этой дверью — Джек-потрошитель», на лестничной клетке была также обнаружена надпись «Джек Потрошитель в этом доме». Журналисты и полиция думали, что надписи были написаны местным мальчишкой перед случившейся трагедией, автор надписей так никогда и не был установлен. На следующее утро были проведены более тщательные обыски. В багажном ящике, где находилось тело, обнаружилась окровавленная одежда. Нашлись следы остатков прочей одежды и некоторых личных вещей Элен, сожжённых в камине. В жилище не было мебели, предположительно, её также сожгли в камине для обогрева или с целью уничтожения доказательств. Среди останков тела был найден большой перочинный нож. Верёвка, купленная Уильямом утром 4 февраля, была обнаружена среди волос Элен.
Тело Элен было обследовано пятью врачами: полицейским хирургом Чарльзом Темплманом, его коллегой Александром Стокером, эдинбургским хирургом Генри Литтлджоном и двумя местными врачами: Дэвидом Ленноксом и Уильямом Кинниром. Они пришли к заключению, что Элен была задушена захватом сзади. Правая нога жертвы была сломана в двух местах, чтобы её можно было запихнуть в ящик. Разрезы, сделанные ножом, шли вдоль живота и, согласно Темплману, Стокеру и Литтлджону, были нанесены «не более чем через десять минут после смерти». Леннокс выразил несогласие с тем, что раны были нанесены позднее, поскольку, когда он исследовал тело, раны не были раскрыты, но Темплман и Стокер ответили, что раскрыли рану, когда обследовали тело. Литтлджон объяснил, что, так как Леннокс провёл обследование тремя днями позднее, то вид ран мог измениться, с чем Леннокс и согласился.
Главный констебль Дьюар отправил телеграмму с детальным описанием преступления в полицейское управление метрополии в Лондон, занимавшимся расследованием по делу Джека-потрошителя. Лондонские детективы не сочли Бери реальным подозреваемым по данному делу, но инспектор Фредерик Абберлайн опросил свидетелей в Уайтчепеле, имевших отношение к делу Бери, включая бывшего работодателя Джеймса Мартина и квартирных хозяев Элизабет Хейнз и Уильяма Смита. Согласно воспоминаниям палача Джеймса Берри и криминального репортёра Уильяма Хастингса, Скотланд-ярд отправил двоих детективов, чтобы допросить Бери, но записей об этом в полицейским архивах не сохранилось.

## Суд и казнь

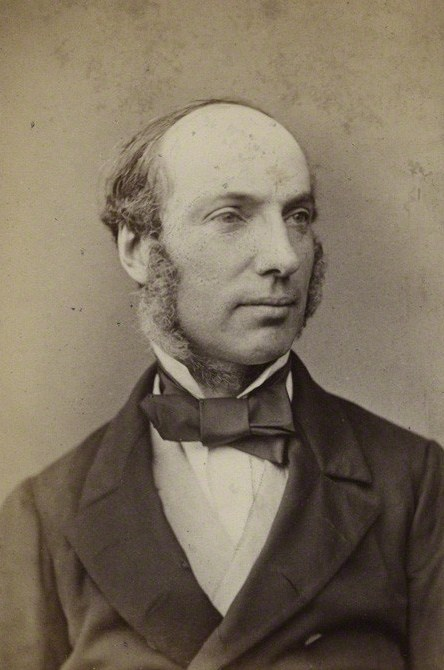
Председатель Высшего уголовного суда Шотландии лорд Янг

18 марта 1889 года Бери был привлечён к суду по делу об убийству его жены, но свою вину признать отказался. Дело Бери рассматривал Высший уголовный суд Шотландии под председательством лорда Янга, начавшийся 28 марта. Защитником Бери выступал солиситор Дэвид Твиди и барристер Уильям Хей, команду обвинения возглавлял заместитель председателя коллегии адвокатов Дугалд (Дилл) Маккечни. Слушание длилось 13 часов. Среди свидетелей обвинения были: сестра Элен Маргарет Корни, бывший работодатель Бери Джеймс Мартин, хозяйка меблированных комнат Элизабет Хейнз, собутыльник Уильяма Дэвид Уокер, лейтенант Лам, врачи Темплман и Литтлджон. После перерыва на ужин Хей представил позицию защиты, которая в основном опиралась на показания доктора Леннокса, что Элен повесилась сама. В 10:05 лорд Янг подвёл итог, жюри присяжных из 15 человек удалилось для совещания. После 25-минутного совещания жюри вернулось с обвинительным вердиктом с рекомендацией о снисхождении. Лорд Янг задал вопрос присяжным, почему они рекомендовали снисхождение, один из них, ссылаясь на показания доктора Леннокса, ответил, что медицинские доказательства противоречивы. В Данди существовало движение противников смертной казни, возможно, что жюри пыталось избежать её применения. Янг попросил жюри вернуться и пересмотреть вердикт, а также определиться насчёт доказательств. В 22:40 присяжные вернулись с единодушным вердиктом о виновности. Лорд Янг приговорил Бери к обязательному наказанию за убийство: смертной казни через повешение.
1 апреля Дэвид Твиди, солиситор Бери, обратился к государственному секретарю по делам Шотландии лорду Лотиану с просьбой о помиловании. Твиди утверждал, что на основании противоречий в заключениях медиков и первоначальной оговорки жюри, наказанием должно было стать пожизненное заключение. Далее Твиди доказывал, что Бери мог унаследовать безумие от своей матери, которая умерла в психиатрической больнице. Священник епископальной церкви св. Павла в Данди Эдвард Джон, относившийся по-дружески к Бери, также написал лорду Лотиану, прося его об отсрочке приведения в исполнение смертного приговора. Лорд Лотиан отказался вмешиваться в ход дела, и Бери был повешен 24 апреля палачом Джеймсом Берри. На следующий день городская газета The Dundee Courier вышла с суровой критикой смертной казни.

Ещё находятся личности, открыто заявляющие о том, что, если произошло убийство, то за ним должно последовать другое. Вчерашняя процедура была ничем иным как хладнокровным убийством [которое] увековечивает узаконенную резню… не может быть приятным возложение на человека [обязанности] иногда убивать одного-двоих себе подобных в погоне за мнимой человечностью. Оригинальный текст (англ.)There are still to be found persons who profess that when one murder has taken place a second should follow. Yesterday’s proceedings amounted to nothing less than cold-blooded murder … [which] perpetuate judicial butcheries ... it is not pleasant to be assured that it is incumbent upon men to slay one or two of their fellow-creatures occasionally for the purpose of keeping humanity human.
— 
Казнь Бери стала последней казнью, проведённой в Данди.
За несколько дней до казни Бери сознался преподобному Гофу, что убил Элен. По настоянию Гофа, Уильям 22 апреля 1889 года написал признание, прося не оглашать его до своей смерти. Уильям заявил, что 4 февраля 1889 года, будучи пьяным, непреднамеренно удушил Элен ночью в ходе ссоры из-за денег и на следующий день пытался расчленить тело, чтобы избавиться от него, но не смог собраться с духом и довести дело до конца. Последняя часть признания не соответствует экспертному заключению врачей, заявивших, что разрезы были сделаны «не более чем через десять минут после смерти», так как, согласно Бери, он занялся телом на следующий день. Уильям заявил, что запихнул тело Элен в ящик, желая затем от него избавиться, но вместо этого придумал историю о самоубийстве, когда понял, что исчезновение Элен будет замечено.

## Подозреваемый по делу Джека-потрошителя
Как правило, серия из пяти убийств (известных как «канонические пять») приписывается знаменитому серийному убийце «Джеку-потрошителю», терроризировавшему Уайтчепел в Ист-Энде (Лондон) в период с августа по ноябрь 1888. Власти не пришли к единому мнению о точном числе жертв Потрошителя, в обширное полицейское расследование были включены по меньшей мере 11 убийств. Все преступления остаются нераскрытыми.
Заявления о том, что Бери мог быть Джеком-потрошителем, начали появляться в газетах вскоре после его ареста. Подобно Бери, Джек Потрошитель наносил своим жертвам разрезы брюшной полости сразу же после их гибели. С октября 1887 года по январь 1889 года Бери проживал в Боу, близ Уайтчепела, что довольно-таки близко к месту уайтчепельских убийств. 12 февраля газета Dundee Advertiser опубликовала заявление о том, что «соседи» Бери были напуганы и переполошились от мысли, что виновник Уайтчепельских убийств проживал среди них. Газета The New York Times, вышедшая в тот же день, прямо связала Бери с преступлениями и опубликовала теорию, что Уильям убил Элен, чтобы та его не выдала. На следующий день эту историю опубликовала The Dundee Courier. Там утверждалось, что Бери признался лейтенанту Парру в том, что он — Джек-потрошитель, но, по версии [самого] Парра, Бери всего лишь сказал, что боится быть арестованным по делу Джека Потрошителя. Бери сознался в убийстве жены, но отрицал какую бы то ни было связь с Джеком-потрошителем. Тем не менее, палач Джеймс Берри поддерживал мнение о том, что Бери был Джеком Потрошителем. Джеймс Берри не включил ни Уильяма Бери, ни Джека-потрошителя в свои мемуары My Experiences as an Executioner, но журналист Эрнест А. Парр из города Ньюмаркет (графство Суффолк) 28 марта 1908 года написал государственному секретарю по делам Шотландии, что Берри «сказал мне ясно, что известно о том, что Бери был Джеком-потрошителем».
В 1920-х годах Норман Гастингс выдвинул гипотезу о том, что Бери был Джеком-потрошителем. Столетие спустя после деятельности Потрошителя Уильям Бедли и библиотекарь из Данди Юан Макферсон публиковали книги и статьи, популяризирующие идею о том, что Бери был Джеком-потрошителем. Они выделяли тот факт, что серия из пяти уайтчепельских убийств завершилась в ноябре 1888 года, что совпало с отъездом Бери из Уайтчепела. В жилище Бери в Данди был обнаружен рисунок о том, что здесь жил Джек-потрошитель. Макферсон предположил, что его нарисовал сам Бери в виде признания. Уильям забрал кольца Элен, полагается, что Потрошитель забрал кольца у своей жертвы Энни Чапмен. Бери постоянно проявлял насилие по отношению к жене, угрожал ей ножом и после её смерти вскрыл её живот тем же образом, что и уайтчепельский убийца. Соседка четы Бери Марджори Смит, державшая магазин над жилищем Бери на Принсез-стрит в Данди, спросила их: «Чем же вы, жители Уайтчепела, так заняты, что позволили Джеку-потрошителю убить так много народу?». Уильям ничего не ответил, но Элен сказала: «Сейчас Джек-потрошитель утихомирился». Другому соседу она сказала: «Джек-потрошитель отдыхает». Бедли и Макферсон доказывали, что комментарии Элен могли указывать на её знание о личности Потрошителя.
Другие утверждают, что Бери только имитировал действия Потрошителя, указывая на различия в их преступных действиях. Элен Бери была задушена верёвкой, на ней, по сравнению с жертвами Потрошителя, было немного ножевых ран. Перед тем как наносить разрезы брюшной полости, Потрошитель перереза́л жертвам горло. Личность Потрошителя остаётся неясной; кроме Бери, предлагалось около сотни подозреваемых. В то время, как некоторые писатели считают Бери более вероятным подозреваемым, другие отвергают эту теорию по причине «Это происходит слишком часто здесь, попыткам теоретизации свойственны несколько расстроенных скачков логики, в роли доказательств используются всего лишь анекдоты»[стиль].